# Rodrigo Salinas (football, 1988)
Pour les articles homonymes, voir Salinas.
Ne pas confondre avec la Rodrigo Salinas Muñoz (handballeur chilien)
Rodrigo Salinas, né le 9 mai 1988 à Puebla, est un footballeur mexicain qui évolue au poste de milieu de terrain au Monarcas Morelia.

## Biographie
Rodrigo Salinas est né à Puebla le 9 mai 1988. Il a passé la majeure partie de son adolescence dans le système de jeunes du Puebla FC . Il a fait ses débuts en première division avec le Puebla FC le 17 août 2008 lors d'un match à nouveau contre Toluca où le club avait perdu 3-1. Il a réussi à marquer son premier but le 20 octobre 2010 à Apertura 2010 contre le Querétaro FC en 70 minutes. Il joue avec le Puebla FC depuis l’Apertura de 2008. 
Le 13 décembre 2017, Salinas a signé un contrat avec le Deportivo Toluca, après avoir été prêté pour deux tournois.
Il est décrit comme un joueur très rapide qui joue avec enthousiasme et a attiré l'attention de plusieurs grands clubs mexicains . Selon des rumeurs, il aurait signé avec CF Pachuca en 2011, mais la négociation a échoué car Puebla ne le prêterait pas.